# Vivitar

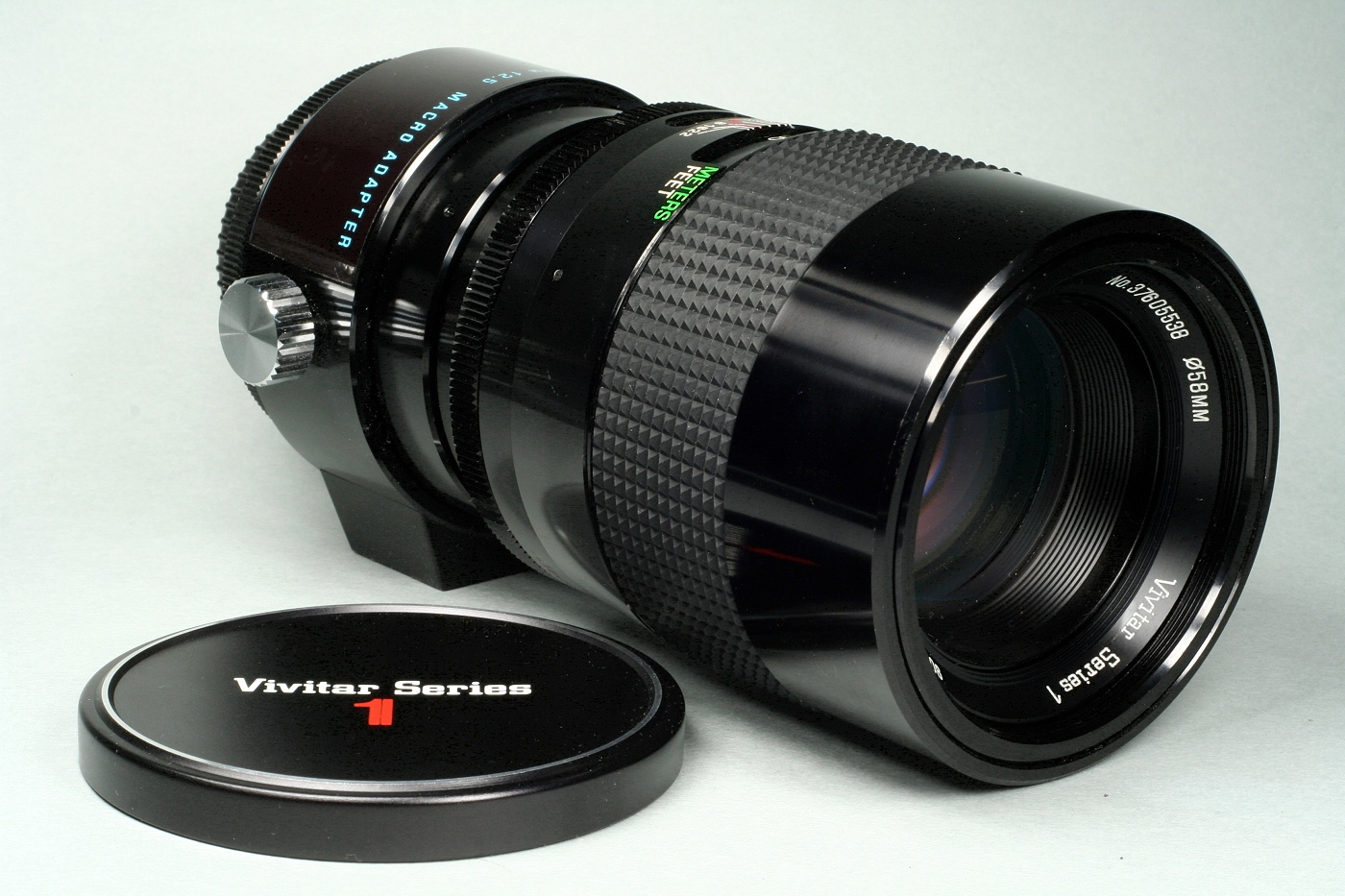
Obiektyw Vivitar 90mm f2.5 Macro

Vivitar – przedsiębiorstwo produkujące sprzęt fotograficzny, elektroniczny, cyfrowy i optyczny głównie na rynki USA, Francji, Japonii i Wielkiej Brytanii.

## Historia
Historia Vivitar sięga roku 1938 kiedy to dwaj niemieccy imigranci Max Ponder i John Best założyli w Kalifornii firmę produkującą optykę fotograficzną. Z czasem firma wyrosła na światowego lidera w technologii obrazowania. W 1979 firma zmieniła nazwę na Vivitar (używanej od lat 60 XX w. jak marki wybranych linii produktowych), zastępując tym samym dotychczasową Ponder&Best. Od 2008 marka Vivitar należy do Sakar International.
Vivitar ma na swoim koncie długą listę patentów i innowacji technologicznych. Poprzez lata Vivitar ustanowił wiele standardów w branży fotograficznej, wiele jego patentów wcieliły do swoich produktów inne firmy. W 1995 rozpoczęła linie produktów cyfrowego obrazowania, czyli potocznie zwanych „cyfrówek”.